# アリス・スタージス
アリス・フリーナー・スタージス（英語: Alice Fleenor Sturgis、旧姓フリーナー（Fleenor）、1895年頃 – 1974年6月18日）は、アメリカ合衆国の作家、議会法規家。1950年の著作『スタージス議事規則標準規格』で知られる。

## 略歴
ウィリアム・フリーナー（William Fleenor）とエリザベス・クライド・フリーナー（Elizabeth Clyde Fleenor、旧姓スコット（Scott））の娘としてカリフォルニア州ユカイアで生まれ、1915年にカリフォルニア大学バークレー校でA.B.の学位を、1916年にスタンフォード大学でM.A.の学位を修得した。スタンフォード大学での卒論は『カリフォルニアにおける行政の中央集権化』（Centralization of administration in California）だった。その後、カリフォルニア大学とスタンフォード大学で教鞭を執り、国際連合憲章の起草に関わったアメリカ代表の議事規則顧問を務めた。また女性外地従軍連盟にも関わり、1921年にはベイ・シティーズ支部（Bay Cities Unit、後のサンフランシスコ支部）を設立して、支部長を務めた。
1950年、『スタージス議事規則標準規格』を出版した。出版の目的は当時アメリカで広く使われている『ロバート議事規則』のうち、紛らわしかったり不必要な動議や用語を取り払って、より公平で簡明な議事運営手続きを作成することだったという。
1951年、グッゲンハイム・フェローに選出された。
1974年6月に心臓発作を起こし、その1週間後の1974年6月18日に死去した。
死後、アメリカ議会研究会が『スタージス議事規則標準規格』を『議事規則標準規格』に改名して出版を続けた（スタージスは引き続き著者名に記載された）。

## 家族
1919年2月9日/3月8日、フランスのル・マンでユージン・キング・スタージス（Eugene King Sturgis、1892年9月9日 オレゴン州ポートランド – ?）と結婚した。夫ユージン・キングはジョージ・ユージン・スタージスとローズ・メアリー・スタージス（旧姓カーソン）の息子で、1915年にカリフォルニア大学でA.B.の学位を修得、1920年にカリフォルニア州の弁護士資格免許を取得した。2人は2男1女をもうけた。
- ローズマリー（Rosemary） - E・ヒュー・ヘネス（E. Hugh Henes）と結婚
- ウェイン・F（Wayne F.） - 1945年にスタンフォード大学でB.S.の学位を修得、1947年にハーバード・ビジネス・スクールを卒業
- E・ケンウッド（E. Kenwood） - スタンフォード大学出身

## 著作
- Hall, Alta Bell; Sturgis, Alice (1923). Textbook on Parliamentary Law (英語). New York: The Macmillan Company. LCCN 23006430。
- 『議事規則標準規格（英語版）』
  - Sturgis, Alice (1950). Sturgis Standard Code of Parliamentary Procedure (英語) (1st ed.). New York: McGraw-Hill. OCLC 860602384。
  - Sturgis, Alice (1966). Sturgis Standard Code of Parliamentary Procedure (英語) (2nd ed.). New York: McGraw-Hill. ISBN 978-0-07-062272-2. OCLC 225361045。
  - Sturgis, Alice; American Institute of Parliamentarians (1988). Standard Code of Parliamentary Procedure (英語) (3rd, Hardcover ed.). New York: McGraw-Hill. ISBN 978-0-07-062399-6. OCLC 225361045。
  - Sturgis, Alice; American Institute of Parliamentarians (1993). Standard Code of Parliamentary Procedure (英語) (3rd, Paperback ed.). New York: McGraw-Hill. ISBN 978-0-07-062522-8。
  - Sturgis, Alice; American Institute of Parliamentarians (2001). The Standard Code of Parliamentary Procedure (英語) (4th ed.). New York: McGraw-Hill. ISBN 978-0-07-136513-0。
- Sturgis, Alice (1953). Learning Parliamentary Procedure (英語). New York: McGraw-Hill. OCLC 576172697。
- Sturgis, Alice (1958). Your Farm Bureau (英語). New York: McGraw-Hill. LCCN 57011871。